# 圣迪藏迪布瓦
圣迪藏迪布瓦（法語：Saint-Dizant-du-Bois，法語發音：[sɛ̃ dizɑ̃ dy bwa]）是法国滨海夏朗德省的一个市镇，属于容扎克区。

## 地理
圣迪藏迪布瓦（45°23'53"N, 0°34'22"W）面积4.16 平方千米，位于法国新阿基坦大区滨海夏朗德省，该省份为法国西部滨海省份，北起旺代省，西临大西洋，南至吉倫特省，东南接多爾多涅省，东北接德塞夫勒省接壤，东临夏朗德省。
与圣迪藏迪布瓦接壤的市镇（或旧市镇、城区）包括：孔萨克、米朗博、尼约勒勒维鲁伊、圣马夏尔德米朗博、瑟米亚克。

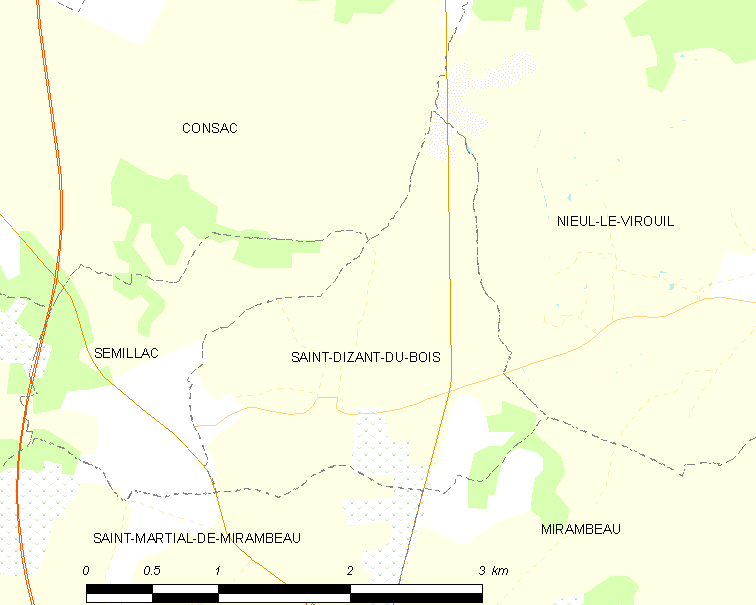
圣迪藏迪布瓦的OSM定位图

圣迪藏迪布瓦的时区为UTC+01:00、UTC+02:00（夏令时）。

## 行政
圣迪藏迪布瓦的邮政编码为17150，INSEE市镇编码为17324。

## 政治
圣迪藏迪布瓦所属的省级选区为容扎克县。

## 人口

1962-2008年间圣迪藏迪布瓦人口变化图示

圣迪藏迪布瓦于2022年1月1日时的人口数量为113人。